# Zwemmen op de Olympische Zomerspelen 1988

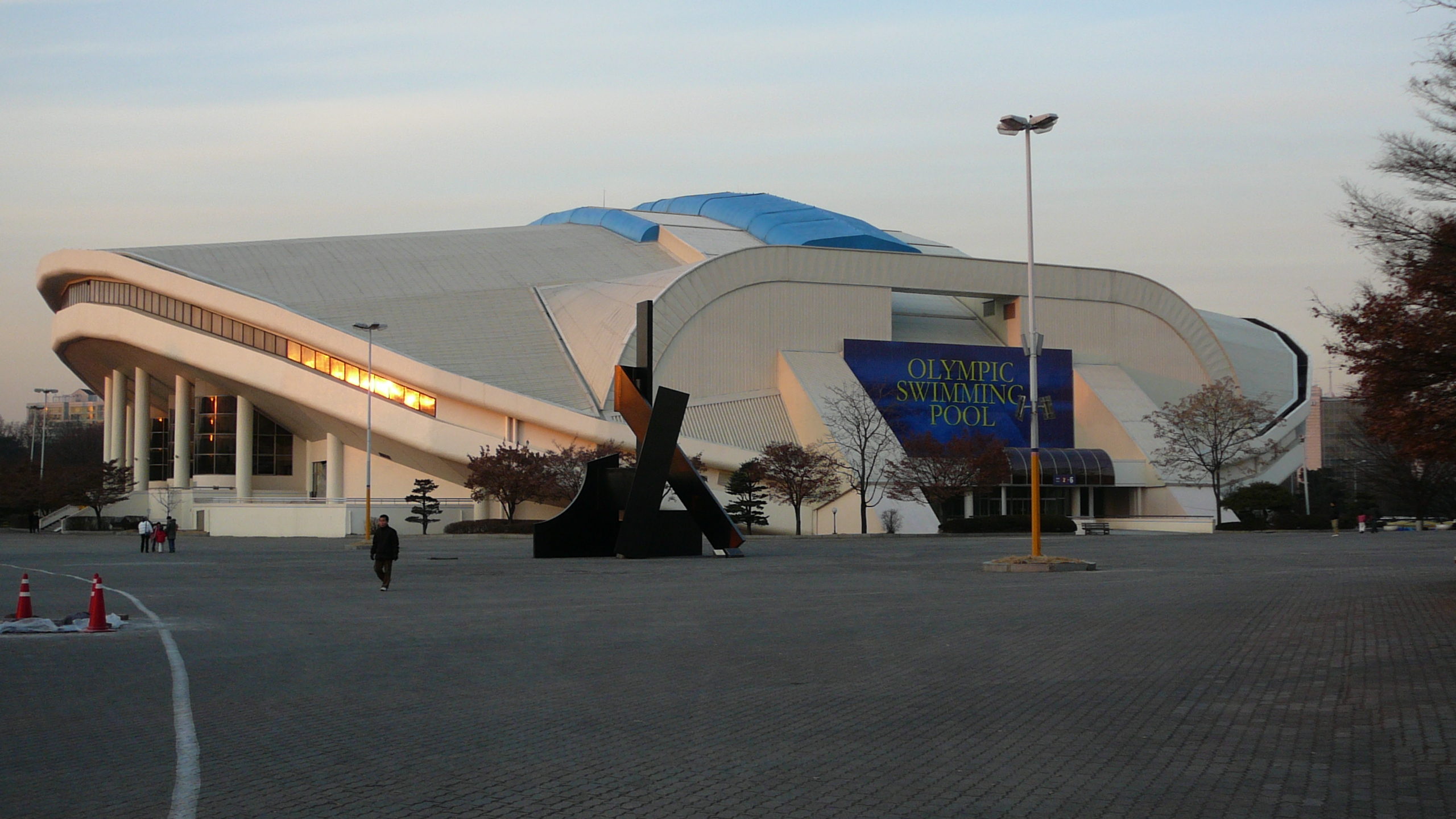
Zwemzaal

Het olympisch zwemtoernooi bij de Spelen van Seoel (1988) was het laatste olympische zwemevenement waar de DDR zo nadrukkelijk haar stempel op drukte. Kristin Otto won namens de toenmalige DDR vier individuele gouden medailles. Anthony Nesty won op de 100 meter vlinderslag goud ten koste van de gedoodverfde favoriet Matt Biondi uit de Verenigde Staten. Het maakte Nesty op slag tot een volksheld in zijn vaderland Suriname.

## Mannen

### 50 m vrije slag
| rang   | sporter             | land | tijd     |
| ------ | ------------------- | ---- | -------- |
| Goud   | Matt Biondi         | USA  | WR 22,14 |
| Zilver | Tom Jager           | USA  | 22,36    |
| Brons  | Gennadi Prigoda     | URS  | 22,71    |
| 4      | Dano Halsall        | SUI  | 22,83    |
| 5      | Stéfan Voléry       | SUI  | 22,84    |
| 6      | Vladimir Tkatsjenko | URS  | 22,88    |
| 7      | Frank Henter        | FRG  | 23,03    |
| 8      | Andrew Baildon      | AUS  | 23,15    |

### 100 m vrije slag
| rang   | sporter         | land | tijd     |
| ------ | --------------- | ---- | -------- |
| Goud   | Matt Biondi     | USA  | OR 48,63 |
| Zilver | Chris Jacobs    | USA  | 49,08    |
| Brons  | Stéphan Caron   | FRA  | 49,62    |
| 4      | Gennadi Prigoda | URS  | 49,75    |
| 5      | Joeri Basjkatov | URS  | 50,08    |
| 6      | Andrew Baildon  | AUS  | 50,23    |
| 7      | Per Johansson   | SWE  | 50,35    |
| 8      | Tommy Werner    | SWE  | 50,54    |

### 200 m vrije slag
| rang   | sporter          | land | tijd       |
| ------ | ---------------- | ---- | ---------- |
| Goud   | Duncan Armstrong | AUS  | WR 1.47,25 |
| Zilver | Anders Holmertz  | SWE  | 1.47,89    |
| Brons  | Matt Biondi      | USA  | 1.47,99    |
| 4      | Artur Wojdat     | POL  | 1.48,40    |
| 5      | Michael Groß     | FRG  | 1.48,59    |
| 6      | Steffen Zesner   | GDR  | 1.48,77    |
| 7      | Troy Dalbey      | USA  | 1.48,86    |
| 8      | Thomas Fahrner   | FRG  | 1.49,19    |

### 400 m vrije slag
| rang   | sporter              | land | tijd       |
| ------ | -------------------- | ---- | ---------- |
| Goud   | Uwe Daßler           | GDR  | WR 3.46,95 |
| Zilver | Duncan Armstrong     | AUS  | 3.47,15    |
| Brons  | Artur Wojdat         | POL  | 3.47,34    |
| 4      | Matt Cetlinski       | USA  | 3.48,09    |
| 5      | Mariusz Podkościelny | POL  | 3.48,59    |
| 6      | Stefan Pfeiffer      | FRG  | 3.49,96    |
| 7      | Kevin Boyd           | GBR  | 3.50,16    |
| 8      | Anders Holmertz      | SWE  | 3.51,04    |

### 1500 m vrije slag
| rang   | sporter              | land | tijd     |
| ------ | -------------------- | ---- | -------- |
| Goud   | Vladimir Salnikov    | URS  | 15.00,40 |
| Zilver | Stefan Pfeiffer      | FRG  | 15.02,69 |
| Brons  | Uwe Daßler           | GDR  | 15.06,15 |
| 4      | Mariusz Podkościelny | POL  | 15.14,76 |
| 4      | Matt Cetlinski       | USA  | 15.14,76 |
| 6      | Rainer Henkel        | FRG  | 15.18,19 |
| 7      | Kevin Boyd           | GBR  | 15.21,16 |
| 8      | Darjan Petrič        | YUG  | 15.37,12 |

### 100 m rugslag
| rang   | sporter           | land | tijd  |
| ------ | ----------------- | ---- | ----- |
| Goud   | Daichi Suzuki     | JPN  | 55,05 |
| Zilver | Dave Berkoff      | USA  | 55,18 |
| Brons  | Igor Poljanski    | URS  | 55,20 |
| 4      | Sergej Zabolotnov | URS  | 55,37 |
| 5      | Mark Tewksbury    | CAN  | 56,09 |
| 6      | Frank Baltrusch   | GDR  | 56,10 |
| 7      | Frank Hoffmeister | FRG  | 56,19 |
| 8      | Sean Murphy       | CAN  | 56,32 |

Dave Berkoff zwom een WR in de series, tijd 54,51.

### 200 m rugslag
| rang   | sporter           | land | tijd    |
| ------ | ----------------- | ---- | ------- |
| Goud   | Igor Poljanski    | URS  | 1.59,37 |
| Zilver | Frank Baltrusch   | GDR  | 1.59,60 |
| Brons  | Paul Kingsman     | NZL  | 2.00,48 |
| 4      | Sergej Zabolotnov | URS  | 2.00,52 |
| 5      | Dirk Richter      | GDR  | 2.01,67 |
| 6      | Jens-Peter Berndt | FRG  | 2.01,84 |
| 7      | Daniel Veatch     | USA  | 2.02,26 |
| 8      | Rogerio Romero    | BRA  | 2.02,28 |

### 100 m schoolslag
| rang   | sporter           | land | tijd    |
| ------ | ----------------- | ---- | ------- |
| Goud   | Adrian Moorhouse  | GBR  | 1.02,04 |
| Zilver | Károly Güttler    | HUN  | 1.02,05 |
| Brons  | Dmitri Volkov     | URS  | 1.02,20 |
| 4      | Victor Davis      | CAN  | 1.02,38 |
| 5      | Tamás Debnár      | HUN  | 1.02,50 |
| 6      | Richard Schroeder | USA  | 1.02,55 |
| 7      | Gianni Minervini  | ITA  | 1.02,93 |
| 8      | Christian Poswiat | GDR  | 1.03,43 |

### 200 m schoolslag
| rang   | sporter            | land | tijd    |
| ------ | ------------------ | ---- | ------- |
| Goud   | József Szabó       | HUN  | 2.13,52 |
| Zilver | Nick Gillingham    | GBR  | 2.14,12 |
| Brons  | Sergio López Miró  | ESP  | 2.15,21 |
| 4      | Mike Barrowman     | USA  | 2.15,45 |
| 5      | Valeri Lozik       | URS  | 2.16,16 |
| 6      | Vadim Aleksejev    | URS  | 2.16,70 |
| 7      | Jonathan Cleveland | CAN  | 2.17,10 |
| 8      | Péter Szabó        | HUN  | 2.17,12 |

### 100 m vlinderslag
| rang   | sporter            | land | tijd     |
| ------ | ------------------ | ---- | -------- |
| Goud   | Anthony Nesty      | SUR  | OR 53,00 |
| Zilver | Matt Biondi        | USA  | 53,01    |
| Brons  | Andy Jameson       | GBR  | 53,30    |
| 4      | Jon Sieben         | AUS  | 53,33    |
| 5      | Michael Groß       | FRG  | 53,44    |
| 6      | Jay Mortenson      | USA  | 54,07    |
| 7      | Tom Ponting        | CAN  | 54,09    |
| 8      | Vadim Jarosjtsjoek | URS  | 54,60    |

### 200 m vlinderslag
| rang   | sporter        | land | tijd       |
| ------ | -------------- | ---- | ---------- |
| Goud   | Michael Groß   | FRG  | OR 1.56,94 |
| Zilver | Benny Nielsen  | DEN  | 1.58,24    |
| Brons  | Anthony Mosse  | NZL  | 1.58,28    |
| 4      | Tom Ponting    | CAN  | 1.58,91    |
| 5      | Melvin Stewart | USA  | 1.59,19    |
| 6      | David Wilson   | AUS  | 1.59,20    |
| 7      | Jon Kelly      | CAN  | 1.59,48    |
| 8      | Anthony Nesty  | SUR  | 2.00,80    |

### 200 m wisselslag
| rang   | sporter            | land | tijd       |
| ------ | ------------------ | ---- | ---------- |
| Goud   | Tamás Darnyi       | HUN  | WR 2.00,17 |
| Zilver | Patrick Kühl       | GDR  | 2.01,61    |
| Brons  | Vadim Jarosjtsjoek | URS  | 2.02,40    |
| 4      | Michail Zoebkov    | URS  | 2.02,92    |
| 5      | Peter Bermel       | FRG  | 2.03,81    |
| 6      | Robert Bruce       | AUS  | 2.04,34    |
| 7      | Raik Hannemann     | GDR  | 2.04,82    |
| 8      | Gary Anderson      | CAN  | 2.06,35    |

### 400 m wisselslag
| rang   | sporter             | land | tijd       |
| ------ | ------------------- | ---- | ---------- |
| Goud   | Tamás Darnyi        | HUN  | WR 4.14,75 |
| Zilver | David Wharton       | USA  | 4.17,36    |
| Brons  | Stefano Battistelli | ITA  | 4.18,01    |
| 4      | József Szabó        | HUN  | 4.18,15    |
| 5      | Patrick Kühl        | GDR  | 4.18,44    |
| 6      | Jens-Peter Berndt   | FRG  | 4.21,71    |
| 7      | Luca Sacchi         | ITA  | 4.23,23    |
| 8      | Peter Bermel        | FRG  | 4.24,02    |

### 4x100 m vrije slag
| rang   | sporters | land | tijd                    | totale tijd |
| ------ | --- | ---- | ----------------------- | ----------- |
| Goud   | Chris Jacobs Troy Dalbey Tom Jager Matt Biondi Brent Lang Doug Gjertsen Shaun Jordan                        | USA  | 49,63 49,75 49,34 47,81 | WR 3.16,53  |
| Zilver | Gennadi Prigoda Joeri Basjkatov Nikolai Jevsejev Vladimir Tkatsjenko Raimundas Mažuolis Aleksej Borislavski | URS  | 50,24 49,30 49,27 49,52 | 3.18,33     |
| Brons  | Dirk Richter Thomas Flemming Lars Hinneburg Steffen Zesner                                                  | GDR  | 50,25 49,70 50,35 49,52 | 3.19,82     |
| 4      | Stéphan Caron Christophe Kalfayan Laurent Neuville Bruno Gutzeit                                            | FRA  | 49,97 50,09 50,04 49,92 | 3.20,02     |
| 5      | Per Johansson Tommy Werner Joakim Holmqvist Göran Titus Richard Milton                                      | SWE  | 50,58 50,00 50,47 50,02 | 3.21,07     |
| 6      | Michael Groß Thomas Fahrner Björn Zikarsky Peter Sitt Torsten Wiegel                                        | FRG  | 50,66 50,00 50,40 50,59 | 3.21,65     |
| 7      | Mike Fibbens Mark Foster Roland Lee Andy Jameson                                                            | GBR  | 51,36 50,20 50,33 49,82 | 3.21,71     |
| 8      | Roberto Gleria Giorgio Lamberti Fabrizio Rampazzo Andrea Ceccarini                                          | ITA  | 50,51 50,21 51,19 50,92 | 3.22,93     |

### 4x200 m vrije slag
| rang   | sporters                                                                                    | land | tijd                            | totale tijd |
| ------ | ------------------------------------------------------------------------------------------- | ---- | ------------------------------- | ----------- |
| Goud   | Troy Dalbey Matt Cetlinski Doug Gjertsen Matt Biondi Craig Oppel Dan Jorgensen              | USA  | 1.49,37 1.48,44 1.48,26 1.46,44 | WR 7.12,51  |
| Zilver | Uwe Daßler Sven Lodziewski Thomas Flemming Steffen Zesner Lars Hinneburg                    | GDR  | 1.48,26 1.48,92 1.48,07 1.48,43 | 7.13,68     |
| Brons  | Erik Hochstein Thomas Fahrner Rainer Henkel Michael Groß Peter Sitt Stefan Pfeiffer         | FRG  | 1.49,91 1.47,25 1.49,42 1.47,27 | 7.14,35     |
| 4      | Thomas Stachewicz Ian Brown Jason Plummer Duncan Armstrong Martin Roberts                   | AUS  | 1.48,99 1.49,05 1.49,95 1.47,24 | 7.15,23     |
| 5      | Roberto Gleria Giorgio Lamberti Massimo Trevisan Valerio Giambalvo Fabrizio Rampazzo        | ITA  | 1.49,23 1.47,29 1.49,66 1.49,82 | 7.16,00     |
| 6      | Anders Holmertz Tommy Werner Michael Söderlund Christer Wallin Henrik Jangvall              | SWE  | 1.48,06 1.49,41 1.50,57 1.51,06 | 7.19,10     |
| 7      | Michel Pou Franck Iacono Olivier Fougeroud Ludovic Depickere Stéphan Caron Laurent Neuville | FRA  | 1.52,05 1.50,04 1.52,14 1.50,46 | 7.24,69     |
| 8      | Turlough O'Hare Sandy Goss Donald Haddow Gary Vandermeulen Darren Ward                      | CAN  | 1.51,45 1.51,01 1.51,46 1.50,99 | 7.24,91     |

### 4x100 m wisselslag
| rang   | sporters | land | tijd                      | totale tijd |
| ------ | --- | ---- | ------------------------- | ----------- |
| Goud   | Dave Berkoff Richard Schroeder Matt Biondi Chris Jacobs Jay Mortenson Tom Jager                                                   | USA  | 54,56 1.01,64 52,38 48,35 | WR 3.36,93  |
| Zilver | Mark Tewksbury Victor Davis Tom Ponting Sandy Goss                                                                                | CAN  | 56,11 1.00,90 53,52 48,75 | 3.39,28     |
| Brons  | Igor Poljanski Dmitri Volkov Vadim Jarosjtsjoek Gennadi Prigoda Sergej Zabolotnov Valeri Lozik Konstantin Petrov Nikolai Jevsejev | URS  | 55,35 1.01,53 53,34 49,74 | 3.39,96     |
| 4      | Frank Hoffmeister Alexander Mayer Michael Groß Björn Zikarsky Mark Warnecke                                                       | FRG  | 57,18 1.03,12 53,17 49,51 | 3.42,98     |
| 5      | Daichi Suzuki Hironobu Nagahata Hiroshi Miura Shigeo Ogata                                                                        | JPN  | 55,87 1.02,75 54,18 51,56 | 3.44,36     |
| 6      | Carl Wilson Ian McAdam Jon Sieben Andrew Baildon                                                                                  | AUS  | 57,85 1.05,01 53,42 49,57 | 3.45,85     |
| 7      | Hans Kroes Ron Dekker Frank Drost Patrick Dybiona                                                                                 | NED  | 58,26 1.03,40 54,48 50,41 | 3.46,55     |
| —      | Neil Harper Adrian Moorhouse Andy Jameson Mark Foster Gary Binfield Roland Lee                                                    | GBR  | —                         | DQ          |

## Vrouwen

### 50 m vrije slag
| rang   | sporter             | land | tijd     |
| ------ | ------------------- | ---- | -------- |
| Goud   | Kristin Otto        | GDR  | OR 25,49 |
| Zilver | Yang Wenyi          | CHN  | 25,64    |
| Brons  | Jill Sterkel        | USA  | 25,71    |
| Brons  | Katrin Meißner      | GDR  | 25,71    |
| 5      | Leigh Fetter        | USA  | 25,78    |
| 6      | Tamara Costache     | ROU  | 25,80    |
| 7      | Catherine Plewinski | FRA  | 25,90    |
| 8      | Karen van Wirdum    | AUS  | 26,01    |

### 100 m vrije slag
| rang   | sporter             | land | tijd  |
| ------ | ------------------- | ---- | ----- |
| Goud   | Kristin Otto        | GDR  | 54,93 |
| Zilver | Zhuang Yong         | CHN  | 55,47 |
| Brons  | Catherine Plewinski | FRA  | 55,49 |
| 4      | Manuela Stellmach   | GDR  | 55,52 |
| 5      | Silvia Poll         | CRC  | 55,90 |
| 6      | Karin Brienesse     | NED  | 56,15 |
| 7      | Dara Torres         | USA  | 56,25 |
| 8      | Conny van Bentum    | NED  | 56,54 |

### 200 m vrije slag
| rang   | sporter           | land | tijd       |
| ------ | ----------------- | ---- | ---------- |
| Goud   | Heike Friedrich   | GDR  | OR 1.57,65 |
| Zilver | Silvia Poll       | CRC  | 1.58,67    |
| Brons  | Manuela Stellmach | GDR  | 1.59,01    |
| 4      | Mary Wayte        | USA  | 1.59,04    |
| 5      | Natalja Trefilova | URS  | 1.59,24    |
| 6      | Mitzi Kremer      | USA  | 2.00,23    |
| 7      | Stephanie Ortwig  | FRG  | 2.00,73    |
| 8      | Cécile Prunier    | FRA  | 2.02,88    |

### 400 m vrije slag
| rang   | sporter           | land | tijd       |
| ------ | ----------------- | ---- | ---------- |
| Goud   | Janet Evans       | USA  | WR 4.03,85 |
| Zilver | Heike Friedrich   | GDR  | 4.05,94    |
| Brons  | Anke Möhring      | GDR  | 4.06,62    |
| 4      | Tami Bruce        | USA  | 4.08,16    |
| 5      | Janelle Elford    | AUS  | 4.10,64    |
| 6      | Isabelle Arnould  | BEL  | 4.11,73    |
| 7      | Stephanie Ortwig  | FRG  | 4.13,05    |
| 8      | Natalja Trefilova | URS  | 4.13,92    |

### 800 m vrije slag
| rang   | sporter                  | land | tijd       |
| ------ | ------------------------ | ---- | ---------- |
| Goud   | Janet Evans              | USA  | OR 8.20,20 |
| Zilver | Astrid Strauss           | GDR  | 8.22,09    |
| Brons  | Julie McDonald           | AUS  | 8.22,93    |
| 4      | Anke Möhring             | GDR  | 8.23,09    |
| 5      | Tami Bruce               | USA  | 8.30,86    |
| 6      | Janelle Elford           | AUS  | 8.30,94    |
| 7      | Isabelle Arnould         | BEL  | 8.37,47    |
| 8      | Antoaneta Stroemenlijeva | BUL  | 8.41,05    |

### 100 m rugslag
| rang   | sporter             | land | tijd    |
| ------ | ------------------- | ---- | ------- |
| Goud   | Kristin Otto        | GDR  | 1.00.89 |
| Zilver | Krisztina Egerszegi | HUN  | 1.01,56 |
| Brons  | Cornelia Sirch      | GDR  | 1.01,57 |
| 4      | Betsy Mitchell      | USA  | 1.02,71 |
| 5      | Beth Barr           | USA  | 1.02,78 |
| 6      | Silvia Poll         | CRC  | 1.03,34 |
| 7      | Nicole Livingstone  | AUS  | 1.04,15 |
| 8      | Marion Aizpors      | FRG  | 1.04,19 |

### 200 m rugslag
| rang   | sporter             | land | tijd       |
| ------ | ------------------- | ---- | ---------- |
| Goud   | Krisztina Egerszegi | HUN  | OR 2.09,29 |
| Zilver | Katrin Zimmermann   | GDR  | 2.10,61    |
| Brons  | Cornelia Sirch      | GDR  | 2.11,45    |
| 4      | Beth Barr           | USA  | 2.12,39    |
| 5      | Nicole Livingstone  | AUS  | 2.13,43    |
| 6      | Andrea Hayes        | USA  | 2.15,02    |
| 7      | Jolanda de Rover    | NED  | 2.15,17    |
| 8      | Svenja Schlicht     | FRG  | 2.15,94    |

### 100 m schoolslag
| rang   | sporter            | land | tijd       |
| ------ | ------------------ | ---- | ---------- |
| Goud   | Tania Dangalakova  | BUL  | OR 1.07,95 |
| Zilver | Antoaneta Frenkeva | BUL  | 1.08,74    |
| Brons  | Silke Hörner       | GDR  | 1.08,83    |
| 4      | Allison Higson     | CAN  | 1.08,86    |
| 5      | Jelena Volkova     | URS  | 1.09,24    |
| 6      | Tracey McFarlane   | USA  | 1.09,60    |
| 7      | Huang Xiaomin      | CHN  | 1.10,53    |
| 8      | Annett Rex         | GDR  | 1.10,67    |

### 200 m schoolslag
| rang   | sporter             | land | tijd       |
| ------ | ------------------- | ---- | ---------- |
| Goud   | Silke Hörner        | GDR  | WR 2.26,71 |
| Zilver | Huang Xiaomin       | CHN  | 2.27,49    |
| Brons  | Antoaneta Frenkeva  | BUL  | 2.28,34    |
| 4      | Tania Dangalakova   | BUL  | 2.28,43    |
| 5      | Joelia Bogatsjeva   | URS  | 2.28,54    |
| 6      | Ingrid Lempereur    | BEL  | 2.29,42    |
| 7      | Allison Higson      | CAN  | 2.29,60    |
| 8      | Manuela Dalla Valle | ITA  | 2.29,86    |

### 100 m vlinderslag
| rang   | sporter             | land | tijd     |
| ------ | ------------------- | ---- | -------- |
| Goud   | Kristin Otto        | GDR  | OR 59,00 |
| Zilver | Birte Weigang       | GDR  | 59,45    |
| Brons  | Qian Hong           | CHN  | 59,52    |
| 4      | Catherine Plewinski | FRA  | 59,58    |
| 5      | Janel Jorgensen     | USA  | 1.00,48  |
| 6      | Conny van Bentum    | NED  | 1.00,62  |
| 7      | Mary T. Meagher     | USA  | 1.00,97  |
| 8      | Wang Xiaohong       | CHN  | 1.01,15  |

### 200 m vlinderslag
| rang   | sporter          | land | tijd    |
| ------ | ---------------- | ---- | ------- |
| Goud   | Kathleen Nord    | GDR  | 2.09,51 |
| Zilver | Birte Weigang    | GDR  | 2.09,91 |
| Brons  | Mary T. Meagher  | USA  | 2.10,80 |
| 4      | Stela Pura       | ROU  | 2.11,28 |
| 5      | Trina Radke      | USA  | 2.11,55 |
| 6      | Kiyomi Takahashi | JPN  | 2.11,62 |
| 7      | Wang Xiaohong    | CHN  | 2.12,34 |
| 8      | Conny van Bentum | NED  | 2.13,17 |

### 200 m wisselslag
| rang   | sporter            | land | tijd       |
| ------ | ------------------ | ---- | ---------- |
| Goud   | Daniela Hunger     | GDR  | OR 2.12,59 |
| Zilver | Jelena Dendeberova | URS  | 2.13,31    |
| Brons  | Noemi Lung         | ROU  | 2.14,85    |
| 4      | Jodie Clatworthy   | AUS  | 2.16,31    |
| 5      | Marianne Muis      | NED  | 2.16,40    |
| 6      | Aneta Pătrăşcoiu   | ROU  | 2.16,70    |
| 7      | Lin Li             | CHN  | 2.17,42    |
| 8      | Whitney Hedgepeth  | USA  | 2.17,99    |

### 400 m wisselslag
| rang   | sporter            | land | tijd    |
| ------ | ------------------ | ---- | ------- |
| Goud   | Janet Evans        | USA  | 4.37,76 |
| Zilver | Noemi Lung         | ROU  | 4.39,46 |
| Brons  | Daniela Hunger     | GDR  | 4.39,76 |
| 4      | Jelena Dendeberova | URS  | 4.40,44 |
| 5      | Kathleen Nord      | GDR  | 4.41,64 |
| 6      | Jodie Clatworthy   | AUS  | 4.45,86 |
| 7      | Lin Li             | CHN  | 4.47,05 |
| 8      | Donna Procter      | AUS  | 4.47,51 |

### 4x100 m vrije slag
| rang   | sporters                                                                                    | land | tijd                    | totale tijd |
| ------ | ------------------------------------------------------------------------------------------- | ---- | ----------------------- | ----------- |
| Goud   | Kristin Otto Katrin Meißner Daniela Hunger Manuela Stellmach Sabina Schulze Heike Friedrich | GDR  | 55,11 54,73 55,69 55,10 | OR 3.40,63  |
| Zilver | Marianne Muis Mildred Muis Conny van Bentum Karin Brienesse Diana van der Plaats            | NED  | 56,26 56,36 55,73 55,04 | NR 3.43,39  |
| Brons  | Mary Wayte Mitzi Kremer Laura Walker Dara Torres Paige Zemina Jill Sterkel                  | USA  | 55,88 55,68 56,71 55,98 | 3.44,25     |
| 4      | Xia Fujie Yang Wenyi Lou Yaping Zhuang Yong                                                 | CHN  | 57,78 55,38 57,28 54,25 | 3.44,69     |
| 5      | Jelena Dendeberova Svetlana Issakova Natalja Trefilova Svetlana Koptsjikova Inna Abramova   | URS  | 56,49 56,20 56,00 56,30 | 3.44,99     |
| 6      | Kathy Bald Patricia Noall Andrea Nugent Jane Kerr Kristin Topham Allison Higson             | CAN  | 57,01 56,75 56,31 56,68 | 3.46,75     |
| 7      | Stephanie Ortwig Marion Aizpors Christiane Pielke Karin Seick Katja Ziliox                  | FRG  | 57,91 55,71 56,46 56,82 | 3.46,90     |
| 8      | Gitta Jensen Pia Sørensen Mette Jacobsen Annette Jørgensen                                  | DEN  | 56,93 57,28 56,95 58,09 | 3.49,25     |

### 4x100 m wisselslag
| rang   | sporters                                                                                         | land | tijd                          | totale tijd |
| ------ | ------------------------------------------------------------------------------------------------ | ---- | ----------------------------- | ----------- |
| Goud   | Kristin Otto Silke Hörner Birte Weigang Katrin Meißner Cornelia Sirch Manuela Stellmach          | GDR  | 1.01,03 1.08,20 59,51 55,00   | OR 4.03,74  |
| Zilver | Beth Barr Tracey McFarlane Janel Jorgensen Mary Wayte Betsy Mitchell Mary T. Meagher Dara Torres | USA  | 1.02,56 1.10,22 59,84 55,28   | 4.07,90     |
| Brons  | Lori Melien Allison Higson Jane Kerr Andrea Nugent Keltie Duggan Patricia Noall                  | CAN  | 1.04,25 1.08,15 1.01,78 56,31 | 4.10,49     |
| 4      | Nicole Livingstone Lara Hooiveld Fiona Alessandri Karen Van Wirdum                               | AUS  | 1.03,43 1.10,49 1.00,87 56,78 | 4.11,57     |
| 5      | Jolanda de Rover Linda Moes Conny van Bentum Karin Brienesse                                     | NED  | 1.03,76 1.11,40 1.01,30 56,73 | 4.12,19     |
| 6      | Bistra Gospodinova Tania Dangalakova Nevjana Miteva Natasja Christova                            | BUL  | 1.04,87 1.07,95 1.02,76 56,78 | 4.12,36     |
| 7      | Svenja Schlicht Britta Dahm Gabi Rehaa Marion Aizpors                                            | FRG  | 1.03,46 1.12,36 1.01,79 55,28 | 4.12,89     |
| 8      | Lorenza Vigarani Manuela Dalla Valle Ilaria Tocchini Silvia Persi                                | ITA  | 1.03,96 1.10,63 1.01,93 57,33 | 4.13,85     |

## Medaillespiegel
| Plaats | Land                     | NOC    | Goud | Zilver | Brons | Totaal |
| ------ | ------------------------ | ------ | ---- | ------ | ----- | ------ |
| 1      | DDR                      | GDR    | 11   | 8      | 9     | 28     |
| 2      | Verenigde Staten         | USA    | 8    | 6      | 4     | 18     |
| 3      | Hongarije                | HUN    | 4    | 2      | 0     | 6      |
| 4      | Sovjet-Unie              | URS    | 2    | 2      | 5     | 9      |
| 5      | Australië                | AUS    | 1    | 1      | 1     | 3      |
| 5      | Bulgarije                | BUL    | 1    | 1      | 1     | 3      |
| 5      | Groot-Brittannië         | GBR    | 1    | 1      | 1     | 3      |
| 5      | Bondsrepubliek Duitsland | FRG    | 1    | 1      | 1     | 3      |
| 9      | Japan                    | JPN    | 1    | 0      | 0     | 1      |
| 9      | Suriname                 | SUR    | 1    | 0      | 0     | 1      |
| 11     | China                    | CHN    | 0    | 3      | 1     | 4      |
| 12     | Canada                   | CAN    | 0    | 1      | 1     | 2      |
| 12     | Roemenië                 | ROU    | 0    | 1      | 1     | 2      |
| 14     | Costa Rica               | CRC    | 0    | 1      | 0     | 1      |
| 14     | Denemarken               | DEN    | 0    | 1      | 0     | 1      |
| 14     | Nederland                | NED    | 0    | 1      | 0     | 1      |
| 14     | Zweden                   | SWE    | 0    | 1      | 0     | 1      |
| 18     | Frankrijk                | FRA    | 0    | 0      | 2     | 2      |
| 18     | Nieuw-Zeeland            | NZL    | 0    | 0      | 2     | 2      |
| 20     | Italië                   | ITA    | 0    | 0      | 1     | 1      |
| 20     | Polen                    | POL    | 0    | 0      | 1     | 1      |
| 20     | Spanje                   | ESP    | 0    | 0      | 1     | 1      |
| Totaal | Totaal                   | Totaal | 31   | 31     | 32    | 94     |

Twee bronzen medailles uitgereikt op 50 meter vrije slag vrouwen.
Athene 1896 · 
Parijs 1900 · 
St. Louis 1904 · 
Londen 1908 · 
Stockholm 1912 · 
Antwerpen 1920 · 
Parijs 1924 · 
Amsterdam 1928 · 
Los Angeles 1932 · 
Berlijn 1936 · 
Londen 1948 · 
Helsinki 1952 · 
Melbourne 1956 · 
Rome 1960 · 
Tokio 1964 · 
Mexico-stad 1968 · 
München 1972 · 
Montréal 1976 · 
Moskou 1980 · 
Los Angeles 1984 · 
Seoel 1988 · 
Barcelona 1992 · 
Atlanta 1996 · 
Sydney 2000 · 
Athene 2004 · 
Peking 2008 · 
Londen 2012 · 
Rio de Janeiro 2016 ·
Tokio 2020 ·
Parijs 2024 ·
Los Angeles 2028 
Medaillewinnaars · Olympische records
Atletiek · Badminton (demonstratie) · Basketbal · Boksen · Boogschieten · Gewichtheffen · Gymnastiek · Handbal · Hockey · Honkbal (demonstratie) · Judo · Kanovaren · Moderne vijfkamp · Paardensport · Roeien · Schermen · Schietsport · Schoonspringen · Synchroonzwemmen · Taekwondo (demonstratie) · Tafeltennis · Tennis · Voetbal · Volleybal · Waterpolo · Wielersport · Worstelen · Zeilen · Zwemmen